# Jules Cazaban
Jules Cazaban (n. 16 martie 1903, Fălticeni, Suceava, România – d. 23 septembrie 1963, București, România) a fost un actor român de teatru și film.

## Biografie
A fost fiul inginerului francez Ludovic Cazaban și al austriecei Aneta Checais. Jules Cazaban a fost fratele scriitorului Theodor Cazaban.
A urmat gimnaziul și liceul la Fălticeni. Pasionat de muzică, a fost violoncelistul orchestrei Liceului „Nicu Gane” din Fălticeni, condusă de prof. Aurel Mihăilescu. Vocația lui principală a fost, însă, cea actoricească. A început prin a juca în piesele puse în scenă la Liceul „Nicu Gane”. În 1924 s-a înscris la Conservatorul de artă dramatică din Iași. A debutat pe scena Teatrului Național din Iași, în piesa Cafeneaua cea mică de Tristan Bernard și a jucat, la Teatrul Național din Cernăuți, în Azilul de noapte de Maxim Gorki (rolul Alioșa), Volpone de Ben Jonson, Poveste de iarnă de William Shakespeare, Învierea după Lev Tolstoi, Crimă și pedeapsă după Fiodor Dostoievski, Viforul de Barbu Ștefănescu Delavrancea, Răzvan și Vidra de Bogdan Petriceicu Hasdeu, în regia lui Victor Ion Popa.
În 1929 s-a mutat la București, unde a colaborat cu mai multe trupe teatrale independente, printre care compania Maria Ventura, teatrul Bulandra-Maximilian-Storin și trupele îndrumate de Sică Alexandrescu. În 1941 a fost angajat la Teatrul Nostru, condus de Dina Cocea. După 1944 a jucat la Teatrul Municipal din București, condus de Lucia Sturdza-Bulandra (la 18 septembrie 1947 a devenit chiar director adjunct al teatrului). A avut interpretări de mare succes în: Cum vă place (în rolul bufonului Touchstone) și A douăsprezecea noapte (Malvoglio) de Shakespeare, Vizita bătrânei doamne de Dürrenmatt (rolul Alfred al III-lea), Moartea unui comis voiajor de Arthur Miller (Willy Loman), Mamouret de J. Sarment, Nu se știe niciodată de G. B. Shaw (chelnerul William), Baia de Maiakovski (Teribilov), Take, Ianke și Cadâr de V. I. Popa (Ianke).
A avut o bogată activitate în cinematografie, radio și televiziune și a fost profesor la Institutul de a Artă Teatrală și Cinematografică „I. L. Caragiale” din București. A primit distincția de Artist al poporului și a fost laureat al Premiului de Stat. În ultima parte a vieții a dorit să-și revadă fratele mai mic, Theodor, scriitorul, aflat în exil la Paris. Autoritățile comuniste au acceptat să-i acorde pașaportul numai cu condiția de a nu se vedea la Paris cu nici un exilat român. În aceste condiții, Jules Cazaban a renunțat la pașaport și la călătorie.
Căsătorit cu actrița Irina Nădejde, fiica jurnalistului și cronicarului dramatic Iosif Nădejde, a avut un fiu, compozitorul si muzicologul Costin Cazaban. A fost distins cu titlul de laureat al Premiului de Stat și Artist Emerit (1954) și apoi cu titlul de Artist al poporului (1957).
A decedat în 1963 și a fost înmormântat în Cimitirul Bellu.
Pe 15 mai 2017, asociația Memorie și Speranță l-a comemorat pe Jules Cazaban în Sala Media a Teatrului Național București.

## Filmografie
- Bulevardul Fluieră vântu (1950)
- Viața învinge (1951)
- Brigada lui Ionuț (1954)
- Bijuterii de familie (1958)
- Telegrame (1960)
- Băieții noștri (1960)
- Furtuna (1960)
- Darclée (1960)
- Setea (1961)
- Celebrul 702 (1962)
- Vacanță la mare (1963)
- Corigența domnului profesor (1968)

## Distincții
- Medalia „A cincea aniversare a Republicii Populare Române” (24 decembrie 1952) „pentru lupta și munca duse în vederea făuririi, consolidării și prosperării Republicii Populare Române”[4]
- titlul de Artist Emerit al Republicii Populare Romîne (9 iunie 1954) „pentru merite deosebite în activitatea artistică”[5]
- titlul de Artist al poporului din Republica Populară Romînă (25 decembrie 1957) „cu prilejul împlinirii a zece ani de activitate a Teatrului Municipal din București, pentru merite deosebite în activitatea artistică”[2]
- Ordinul „Steaua Republicii Populare Romîne” clasa a III-a (12 august 1959) „pentru activitate rodnică în dezvoltarea științei și culturii din Republica Populară Romînă”[6]
- Ordinul Muncii clasa I (20 mai 1963) „pentru activitate îndelungată și merite deosebite în domeniul artei dramatice, cu prilejul împlinirii a 60 de ani de la naștere”[7]

## Galerie

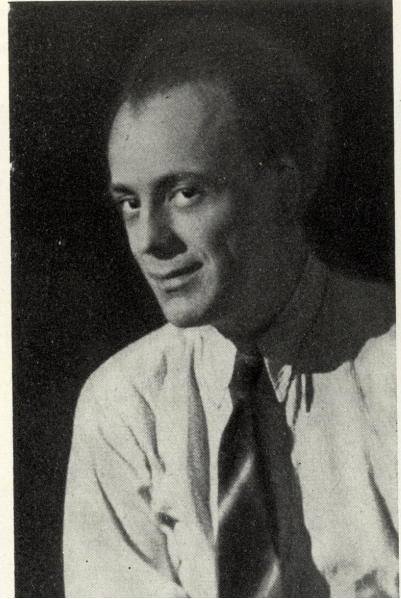
Actorul Jules Cazaban în tinerețe
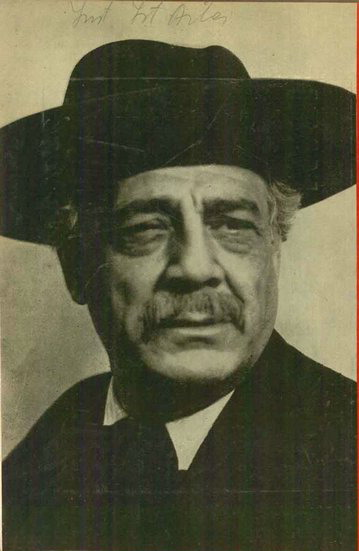
Actorul Jules Cazaban în rolul profesorului din Passacaglia de Titus Popovici (1961)